# Irmãos Marx

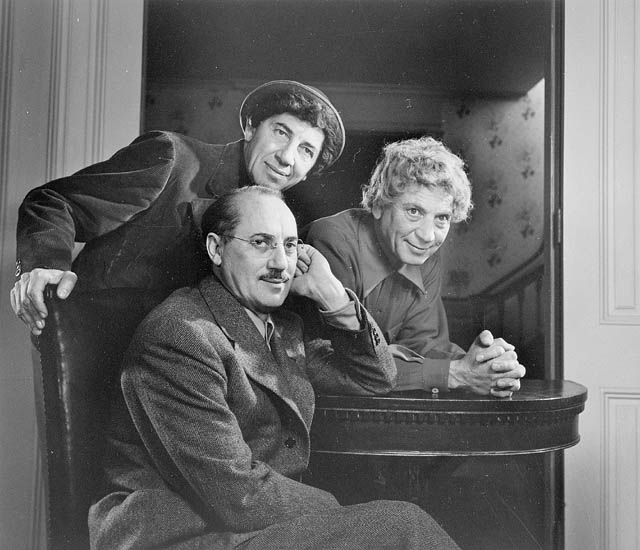
Chico, Groucho e Harpo em 1948.

Os Irmãos Marx foi um grupo de irmãos comediantes que fizeram teatro, cinema e televisão. Eram eles: Chico (Leonard Marx, 22 de março de 1887 - 11 de outubro de 1961), Harpo (Adolph Arthur Marx, 23 de novembro de 1888 - 28 de setembro de 1964), Groucho (Julius Henry Marx, 2 de outubro de 1890 - 19 de agosto de 1977), Gummo (Milton Marx, 23 de outubro de 1893 - 21 de abril de 1977), e Zeppo, (Herbert Marx, 25 de fevereiro de 1901 - 30 de novembro de 1979). Outro irmão, Manfred, nasceu em janeiro de 1886 mas morreu na infância em 17 de julho de 1886.

## O começo
Nascidos em Nova Iorque, os Irmãos Marx eram filhos de imigrantes judeus. A mãe, Minnie Schoenberg, da cidade Dornum na Alemanha, e o pai, Samuel "Frenchie" Marx (nascido Simon Marrix), vindo da Alsácia, região da França. Eles mostraram talento musical desde a infância. Harpo, especialmente, podia tocar vários instrumentos, inclusive a harpa, que ele tocou com frequência em filmes. Chico foi um excelente e histriônico pianista, e Groucho tocava o violão. Começaram no vaudeville, quando seu tio Al Shean já atuava, como parte da dupla Gallagher and Shean. A estreia de Groucho foi em 1905, como cantor. Em 1907 ele e Gummo cantavam juntos com Mabel O'Donnell no trio The Three Nightingales. No ano seguinte Harpo se tornou o quarto Nightingale (rouxinol em português). Em 1910 o grupo incluiu a mãe dos Marx e uma tia, Hannah, e mudou para The Six Mascots. Certa noite, em um teatro de Nacogdoches, Texas a apresentação foi interrompida pelos gritos vindos de fora por causa de uma mula descontrolada. A plateia correu para fora a fim de ver o que estava acontecendo e quando retornou, Groucho, enfurecido com a interrupção, disse que "Nacogdoches está cheia de baratas" e outras coisas. Em vez de se enfurecer, a plateia gargalhou e depois a família considerou a possibilidade de investir no potencial cômico da trupe. Progressivamente, as ações se desenvolveram do canto com comédia incidental ao esquete passado em uma sala de aula, com Groucho como professor e os outros como alunos. Gummo lutaria na Primeira Guerra Mundial ("Qualquer coisa é melhor que ser ator!") Zeppo o substituiria nos anos finais do vaudeville, até a Broadway e depois nos filmes na Paramount.
Nesta época, os irmãos, agora The Four Marx Brothers, começaram a desenvolver seu peculiar tipo de comédia e a desenvolver seus personagens. Groucho começou a usar seu bigode pintado; Harpo, a usar buzinas de bicicleta e nunca falar (Harpo não era mudo), Chico, a falar com um falso sotaque italiano, desenvolvido em campo com os desordeiros da vizinhança.
Nos anos 20 os Irmãos Marx se tornaram um dos grupos teatrais favoritos nos Estados Unidos. Com seu aguçado e bizarro senso de humor, satirizaram instituições como a alta sociedade e a hipocrisia humana. Sob a gerência de Chico e a direção criativa de Groucho, o vaudeville dos irmãos os tornou famosos na Broadway.

## Em Hollywood

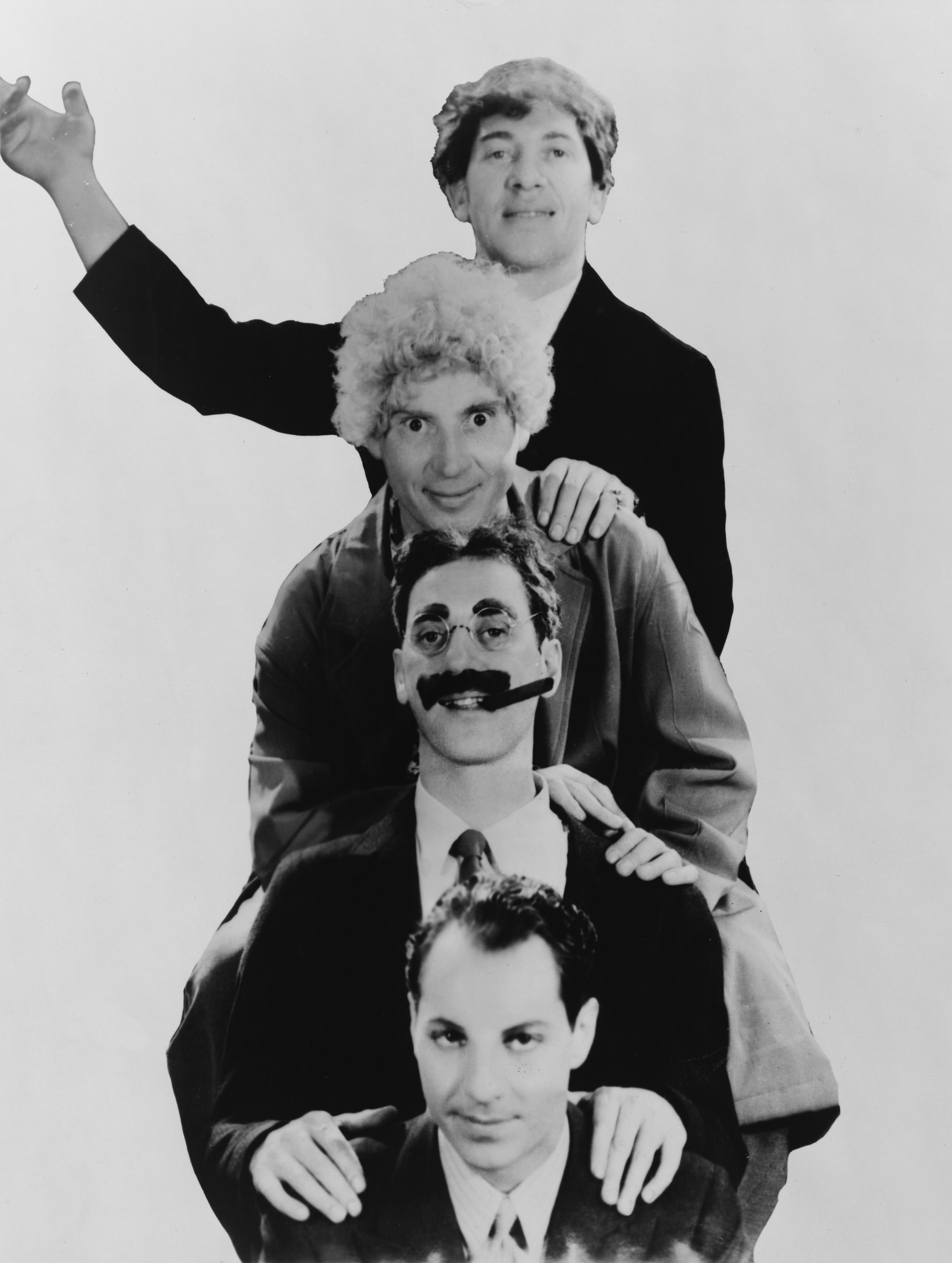
Em 1931, com Zeppo.

Os espetáculos dos Irmãos Marx se tornaram populares quando Hollywood fez a mudança do cinema mudo para o cinema falado. Os irmãos fizeram um contrato com a Paramount e começaram uma nova fase em sua carreira: a dos filmes. Horse Feathers (1932) (Os Reis da Pelota, em português), no qual satirizaram o sistema universitário americano, foi o filme mais popular até então e ganhou uma capa na revista Time.
O último filme na Paramount, Duck Soup (1933) (Diabo a Quatro, em português), dirigido por Leo McCarey, é considerado por muitos o melhor: é o único na lista do American Film Institute dos filmes do século. Na época o público não foi receptivo à sátira dos ditadores e das guerras. Depois desse filme, Zeppo declarou que não faria mais filmes.
Os três remanescentes se mudaram para a Metro Goldwyn Mayer (MGM), e, seguindo a sugestão do produtor Irving Thalberg, decidiram alterar a fórmula dos filmes subsequentes. No restante de seus filmes, a comédia misturar-se-ia com romantismo e números musicais não-cômicos. Apenas os cinco primeiros são considerados geniais em sua forma. O primeiro filme que os Irmãos fizeram com Thalberg, foi A Night at the Opera (1935), que fez muito sucesso, seguido por A Day at the Races (1937). Entretanto, Thalberg morreria em 1937 e sem ele não haveria alguém que os protegesse e ajudasse na MGM.
Após uma curta experiência na RKO (Room Service, 1938), os Irmãos Marx fizeram três filmes razoáveis antes de sair da MGM, At the Circus (1939), Go West (1940) e The Big Store (1941). Para enfrentar o problema das dívidas de jogo de Chico, os Irmãos Marx fizeram outros dois filmes, A Night in Casablanca (1946) e Love Happy (1949), ambos produzidos pela United Artists. Eles trabalharam juntos depois, em cenas diferentes, em um filme considerado ruim, The Story of Mankind (1957). Depois, houve especial de televisão, The Incredible Jewel Robbery em 1959.
Chico e Harpo fizeram, às vezes juntos, algumas aparições teatrais e Groucho começou uma carreira de apresentador, de 1947 até meados dos anos 60, no programa You Bet your Life. Também escreveu livros autobiográficos: Groucho and Me (1959) e Memoirs of a Mangy Lover (1964).
Em 16 de janeiro de 1977, Os Irmãos Marx colocaram seu nome na Calçada da Fama.

## Filmografia
Filmes com os quatro irmãos:

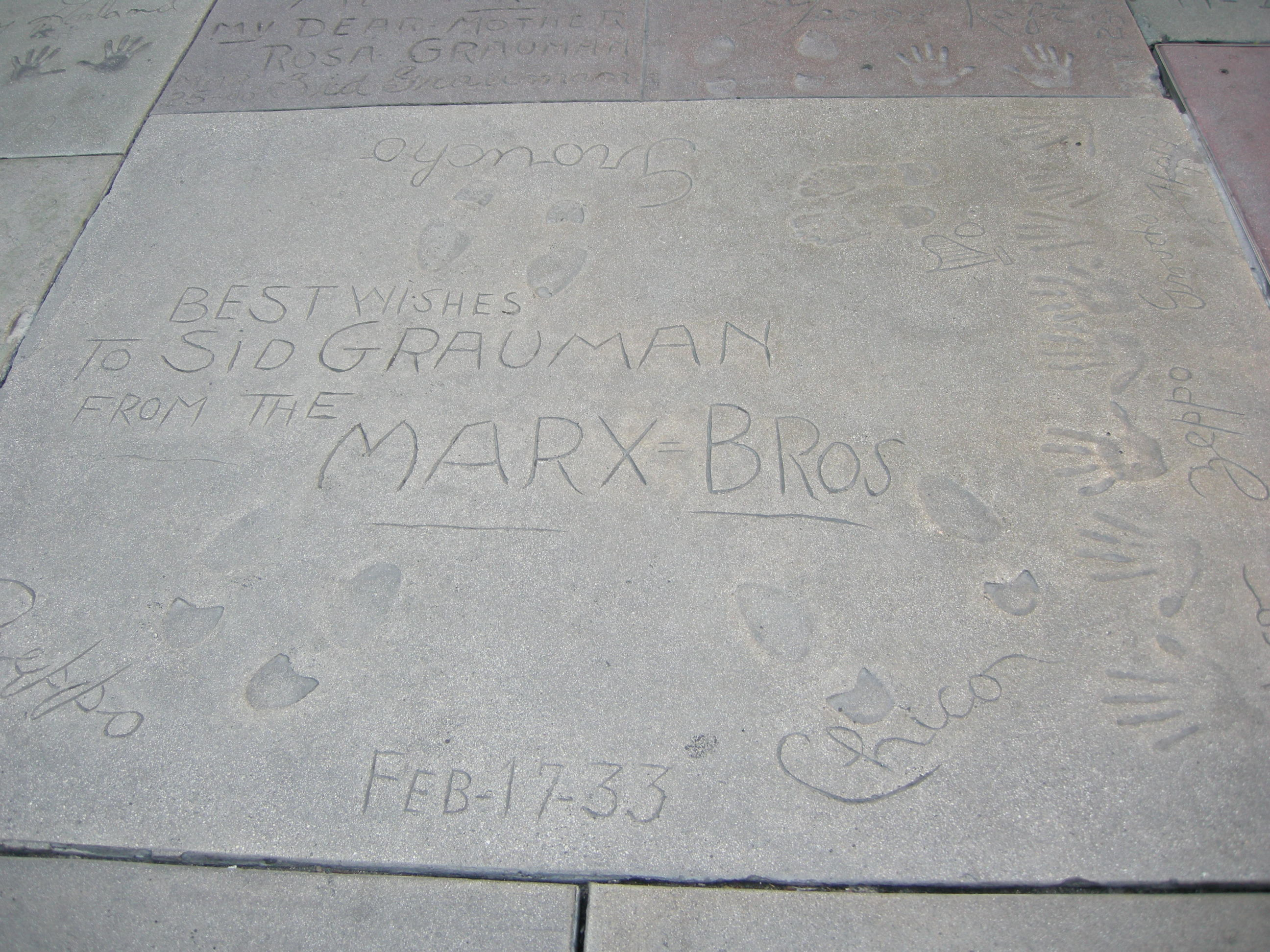
Pegadas e assinatura dos Irmãos Marx na Calçada da Fama do Grauman's Chinese Theatre.

- Humor Risk (provavelmente de 1921), nunca lançado, possivelmente perdido
- The Cocoanuts (1929), produzido pela Paramount
- Animal Crackers (1930), produzido pela Paramount
- The House that Shadows Built (1931), Paramount
- Monkey Business (1931), Paramount
- Horse Feathers (1932), Paramount
- Duck Soup (1933), Paramount

Filmes somente com Harpo, Chico e Groucho:
- A Night at the Opera (1935), MGM
- A Day at the Races (1937), MGM
- Room Service (1938), RKO
- At the Circus (1939), MGM
- Go West (1940), MGM
- The Big Store (1941), MGM
- A Night in Casablanca (1946), United Artists
- Love Happy (1949), United Artists
- The Story of Mankind (1957)